# Pidpecerî, Tîsmenîțea
Pidpecerî (în ucraineană Підпечери) este o comună în raionul Tîsmenîțea, regiunea Ivano-Frankivsk, Ucraina, formată numai din satul de reședință.

## Demografie
Componența lingvistică a comunei Pidpecerî
     Ucraineană (99,61%)
     Alte limbi (0,35%)
Conform recensământului din 2001, majoritatea populației comunei Pidpecerî era vorbitoare de ucraineană (99,61%), existând în minoritate și vorbitori de alte limbi.